# Daqing Radio and Television Tower
Daqing Radio and Television Tower foi construída em 1989 na cidade de Daqing, China. Tem 260 m (853 pés) e, até julho de 2019, é a 61.ª torre de estrutura independente mais alta do mundo.